# Zdzisław Podoski
Zdzisław Podoski (ur. 24 sierpnia 1921 w Starachowicach, zm. 26 maja 2020) – polski architekt.

## Życiorys
W 1948 ukończył studia na Wydziale Architektury Szkoły Inżynierskiej w Poznaniu, a w 1966 na takim samym wydziale na Politechnice Wrocławskiej. Od 1948 pracował w Miastoprojekcie w Poznaniu.

## Dzieła
Dzieła:

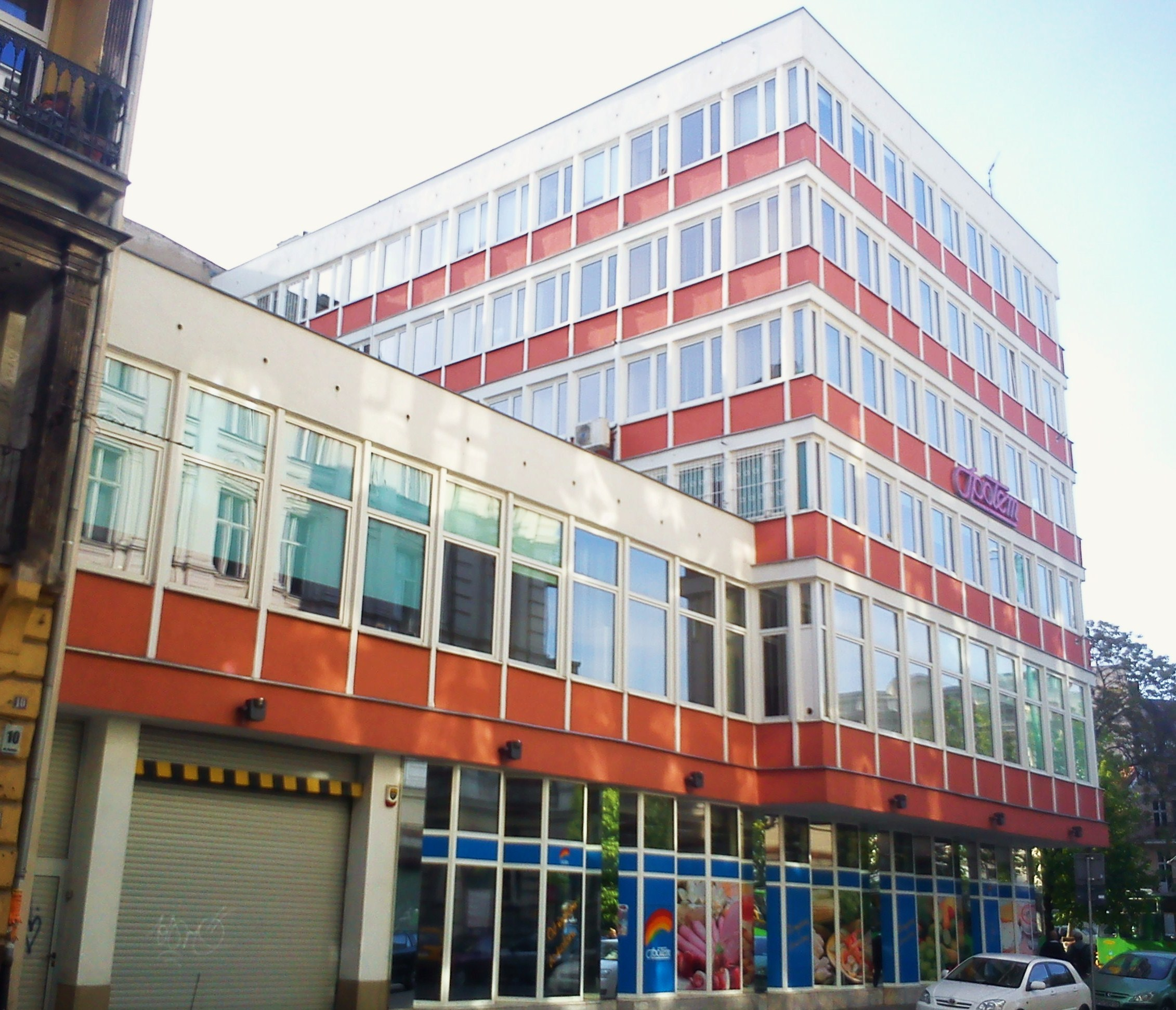
Supersam Kasia w Poznaniu

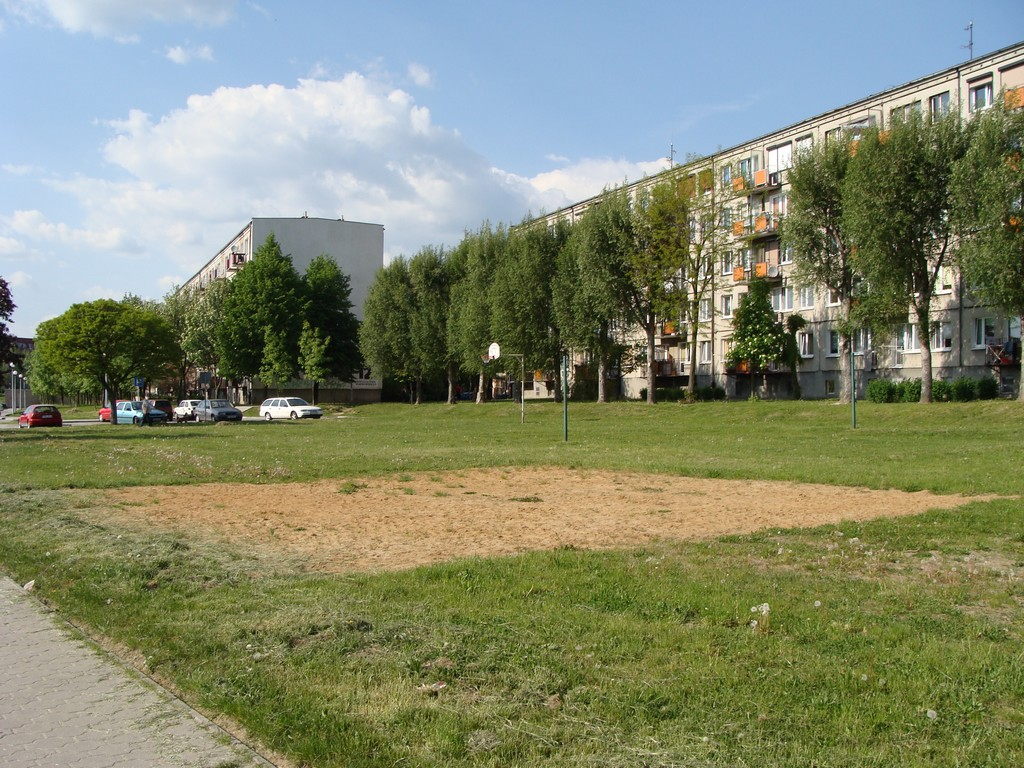
Osiedle Jeziorany w Śremie

- osiedle Komandoria w Poznaniu (bloki mieszkaniowe),
- bloki mieszkaniowe przy ul. Polnej w Poznaniu,
- osiedle mieszkaniowe dla powidzkich lotników w Witkowie (z Jerzym Liśniewiczem),
- osiedla:
  - Jeziorany w Śremie,
  - Słoneczne w Gorzowie Wlkp.,
  - w Krotoszynie,
  - Raszyn III oraz IV w Poznaniu,
  - w Środzie Wlkp.,
  - we Wrześni,
- supersam Kasia w Poznaniu,
- ośrodek handlowo-usługowy na os. Grunwald (obecnie ks. J. Popiełuszki) w Poznaniu (z Włodzimierzem Wojciechowskim)[2].